# Krešimir Krizmanić
Krešimir Krizmanić (Zagabria, 3 luglio 2000) è un calciatore croato, difensore dell'OFI Creta.

## Caratteristiche tecniche
È un difensore centrale.

## Carriera

### Club
Cresciuto nel settore giovanile dell'HNK Gorica, debutta in prima squadra il 20 maggio 2018 in occasione dell'incontro di 2. HNL perso 1-0 contro la Dinamo Zagabria II.

### Nazionale
Nel 2023 ha partecipato agli Europei Under-21.

## Statistiche

### Presenze e reti nei club
Statistiche aggiornate al 24 maggio 2025.
| Stagione          | Squadra           | Campionato        | Campionato | Campionato | Coppe nazionali | Coppe nazionali | Coppe nazionali | Coppe continentali | Coppe continentali | Coppe continentali | Altre coppe | Altre coppe | Altre coppe | Totale | Totale | Totale |
| Stagione          | Squadra           | Comp              | Pres       | Reti       | Comp            | Pres            | Reti            | Comp               | Pres               | Reti               | Comp        | Pres        | Reti        | Pres   | Reti   |        |
| ----------------- | ----------------- | ----------------- | ---------- | ---------- | --------------- | --------------- | --------------- | ------------------ | ------------------ | ------------------ | ----------- | ----------- | ----------- | ------ | ------ | ------ |
| 2017-2018         | HNK Gorica        | 2. HNL            | 1          | 0          | CC              | 0               | 0               | -                  | -                  | -                  | -           | -           | -           | 1      | 0      |        |
| 2018-2019         | HNK Gorica        | 1. HNL            | 1          | 0          | CC              | 0               | 0               | -                  | -                  | -                  | -           | -           | -           | 1      | 0      |        |
| 2019-2020         | HNK Gorica        | 1. HNL            | 11         | 0          | CC              | 3               | 0               | -                  | -                  | -                  | -           | -           | -           | 14     | 0      |        |
| 2020-2021         | HNK Gorica        | 1. HNL            | 28         | 0          | CC              | 4               | 0               | -                  | -                  | -                  | -           | -           | -           | 32     | 0      |        |
| 2021-2022         | HNK Gorica        | 1. HNL            | 25         | 0          | CC              | 2               | 0               | -                  | -                  | -                  | -           | -           | -           | 27     | 0      |        |
| 2022-2023         | HNK Gorica        | 1. HNL            | 33         | 0          | CC              | 1               | 0               | -                  | -                  | -                  | -           | -           | -           | 34     | 0      |        |
| 2023-2024         | HNK Gorica        | 1. HNL            | 29         | 0          | CC              | 2               | 1               | -                  | -                  | -                  | -           | -           | -           | 31     | 1      |        |
| 2024-2025         | HNK Gorica        | 1. HNL            | 32         | 2          | CC              | 3               | 0               | -                  | -                  | -                  | -           | -           | -           | 35     | 2      |        |
| Totale HNK Gorica | Totale HNK Gorica | Totale HNK Gorica | 160        | 2          |                 | 15              | 1               |                    | -                  | -                  |             | -           | -           | 175    | 3      |        |
| 2025-2026         | OFI Creta         | SL                | 0          | 0          | CG              | 0               | 0               | -                  | -                  | -                  | -           | -           | -           | 0      | 0      |        |
| Totale carriera   | Totale carriera   | Totale carriera   | 160        | 2          |                 | 15              | 1               |                    | -                  | -                  |             | -           | -           | 175    | 3      |        |